# 自治工作团体
自治工作团体，指的是：一个相对独立的，小型的工作群体，其中的成员共同完成一项任务。群体自身拥有决定工作相关问题的权力。例如自发性的为保护小范围地方文化而成立的团体。